# Симон, Мария
Мария Симон (исп. María Simón Padrós; 26 мая 1922, Агиларес, Тукуман — 5 июля 2009, Буэнос-Айрес) — аргентинский скульптор.

## Биография
Симон родилась в Агиларесе, Тукуман, в 1922 году. Её отец, Джон Симон Падрос, был инженером, видным политиком и промышленником. Её мать звали Эмилия Дубле.
В возрасте 20 лет Симон изучал скульптуру у Жана Лабурдетта, а пять лет спустя — у Либеро Барди. В 1964 году она получила грант Британского совета и переехала в Лондон, где выставлялась в Институте современного искусства (ICA). Два года спустя она получила премию Жоржа Брака и решила переехать в Париж, где прожила тридцать пять лет. Там она участвовала в различных выставках в Галерее Риобу, Салонах Майо, Новых галереях и Музее изящных искусств. Она также участвовала в Венецианской биеннале (1972), Биеннале гобеленов в Лозанне, биеннале гравюр в Любляне и Пуэрто-Рико, первой международной уличной выставке скульптур в Санта-Крус-де-Тенерифе и Базельской выставке. В 1975 году она получила Вторую премию в области скульптуры на Биеннале в Сан-Паулу и Первую премию на Биеннале Гравюр Гибе во Франции. В 1981 году она была награждена Бронзовой медалью Европейской академии изящных искусств.
Симон работал преимущественно с бронзой, затем с железом и алюминием. В своих работах она использовала свинец, смолу, акрил, текстиль, картон или дерево. В Париже она экспериментировала с картонными коробками, собранными на улице. Коробка становится символом человека, выброшенного после использования. Симон переехала в Буэнос-Айрес в 2001 году, где жила и работала до своей смерти в 2009 году.